# 堀池亮介
堀池 亮介（ほりいけ りょうすけ、1996年5月26日 - ）は、フジテレビのアナウンサー。

## 経歴
静岡県出身。身長177 cm。父は元サッカー日本代表の堀池巧。兄がいる。
静岡県立藤枝東高等学校、順天堂大学スポーツ健康科学部スポーツマネジメント学科卒業。高校・大学時代はサッカー部に所属し、ポジションはディフェンダー。
2019年4月、フジテレビにアナウンサーとして入社。同期入社は、藤本万梨乃。
2024年1月31日、一般女性と結婚したことをInstagramで公表。2025年8月12日、第1子となる男児が誕生したことを報告した。

## 人物
- 大学の卒業論文の論題は「アナウンサー内定者のキャリア・アンカーに関する研究」だった[5]。
- 所持資格は、漢字能力検定2級・普通自動車免許[2]。
- 特技は、サッカー、ボールを指先で回すこと[2]。
- 趣味は、体を動かすこと・芸術鑑賞・LEGO作り[2]。
- 担当したい番組は、情報番組やスポーツ番組、FIFAワールドカップやオリンピック[2]。

## 出演番組
レギュラー出演番組・キャスター名（地上波）
| 期間                           | 期間   | 月曜日                                 | 火曜日                                 | 水曜日                                 | 木曜日                     | 金 - 日曜日 |
| ------------------------------ | ------ | -------------------------------------- | -------------------------------------- | -------------------------------------- | -------------------------- | ----------- |
| 2019.10                        | 2021.3 | 情報プレゼンターとくダネ! プレゼンター | 情報プレゼンターとくダネ! プレゼンター | 情報プレゼンターとくダネ! プレゼンター | （なし）                   | （なし）    |
| 2021.4                         | 2021.6 | めざまし8 情報キャスター               | めざまし8 情報キャスター               | めざまし8 情報キャスター               | （なし）                   | （なし）    |
| 2021.7                         | 2025.3 | （なし）                               | めざまし8 情報キャスター               | めざまし8 情報キャスター               | めざまし8 情報キャスター   | （なし）    |
| 2025.4                         | 2025.4 | サン!シャイン ナレーション             | （なし）                               | （なし）                               | （なし）                   | （なし）    |
| 2025.5                         | 2025.6 | サン!シャイン ナレーション             | FNN Live News days キャスター1         | （なし）                               | （なし）                   | （なし）    |
| 2025.7                         | 現在   | （なし）                               | （なし）                               | （なし）                               | サン!シャイン ナレーション | （なし）    |
| 備考 - 1安宅晃樹の育休中の代行 |        |                                        |                                        |                                        |                            |             |

### その他
- スポーツ中継 - サッカー・F1・フィギュアスケート（2021年3月29日 -）
- F1GPニュース（2021年8月6日以降レギュラー出演） - MC
- ぽかぽか 金曜コーナー「電動自転車ほしい人大集合!ママチャリ王」（2023年9月1日 -）- 実況アナウンサー[9][10]
- ダウンタウンなう（2019年6月28日）- 「フジ新人アナ」としてゲスト出演
- FNNニュース（2019年12月30日夜、2021年1月1日朝、12月31日夕方）
- FNN Live News days（代行）（2019年8月26日 - 28日、2022年8月12日）
- BSフジLIVE プライムニュース（ニュース）（2020年4月 - 2021年10月1日、金曜）
- S-PARK（2021年11月14日、ニュースキャスター）
- 2022年北京オリンピック（2022年1月24日 - 2月28日、取材）31日からは「めざまし8」に毎日現地出演している。
- FNN特報 安倍晋三元首相「国葬」（2022年9月27日）- フィールドキャスター
  - 木村拓也・小澤陽子・田中良幸と共同で担当。